# Фінал чемпіонату світу з хокею 2022
Фінал чемпіонату світу з хокею 2022 — фінальний матч чемпіонату світу з хокею 2022 року, який пройшов у Тампере 29 травня 2022 на «Нокіа Арені».
Фінляндія здобула перемогу в овертаймі 4–3, ставши вчетверте чемпіоном світу.

## Передмова
Для обох збірних цей фінал стане третім поспіль після зміни формату чемпіонату, відколи почали проводити фінальну частину турніру за схемою плей-оф. При цьому якщо фіни виграли золото лише одного разу в 2019 році, то в решті матчах включно і торішній фінал виграли родоначальники хокею канадці.

## Шлях до фіналу
| Команда         | І | В | ВО | ПО | П | Ш     | О  |
| --------------- | - | - | -- | -- | - | ----- | -- |
| Фінляндія       | 7 | 6 | 0  | 1  | 0 | 25:5  | 19 |
| Швеція          | 7 | 5 | 1  | 1  | 0 | 27:10 | 18 |
| Чехія           | 7 | 4 | 0  | 1  | 2 | 19:13 | 13 |
| США             | 7 | 3 | 2  | 0  | 2 | 18:12 | 13 |
| Латвія          | 7 | 2 | 1  | 0  | 4 | 14:20 | 8  |
| Австрія         | 7 | 1 | 1  | 2  | 3 | 16:22 | 7  |
| Норвегія        | 7 | 1 | 1  | 0  | 5 | 15:29 | 5  |
| Велика Британія | 7 | 0 | 0  | 1  | 6 | 10:33 | 1  |

| Команда    | І | В | ВО | ПО | П | Ш     | О  |
| ---------- | - | - | -- | -- | - | ----- | -- |
| Швейцарія  | 7 | 6 | 1  | 0  | 0 | 34:15 | 20 |
| Німеччина  | 7 | 5 | 0  | 1  | 1 | 26:20 | 16 |
| Канада     | 7 | 5 | 0  | 0  | 2 | 34:18 | 15 |
| Словаччина | 7 | 4 | 0  | 0  | 3 | 23:19 | 12 |
| Данія      | 7 | 4 | 0  | 0  | 3 | 18:18 | 12 |
| Франція    | 7 | 1 | 1  | 0  | 5 | 11:24 | 5  |
| Казахстан  | 7 | 1 | 0  | 0  | 6 | 19:31 | 3  |
| Італія     | 7 | 0 | 0  | 1  | 6 | 12:32 | 1  |

## Матч
| 29 травня 2022 20:20 | Фінляндія | 4 : 3 OT (0:0, 0:1, 3:2, 1:0) | Канада | «Нокіа Арена», Тампере Глядачів: 11,487 |

| Протокол | Протокол                    | Протокол                                                                                                 | Протокол                  | Протокол                          |
| --- | --------------------------- | --- | ------------------------- | --------------------------------- |
| | Юго Олкінуора               | Голкіпери                                                                                                | Кріс Дріджер Метт Томкінс | Арбітри: Мікаель Норд Лінус Елунд |
| Гранлунд (Гейсканен, Легтонен) — 44:13 Гранлунд (Легтонен, Хартікайнен) — 45:57 Арміа (Ламмікко) — 54:04 Маннінен (Гранлунд, Гейсканен) | 0:1 1:1 2:1 3:1 3:2 3:3 4:3 | 24:00 — Козенс (Барзал, Сіверсон) 57:48 — Вайтклауд (Барзал, Андерсон) 58:36 — Комтуа (Барзал, Батерсон) |                           | Арбітри: Мікаель Норд Лінус Елунд |
| 4 хв. | Вилучення                   | 10 хв.                                                                                                   |                           | Арбітри: Мікаель Норд Лінус Елунд |
| 31 | Кидки                       | 22 |                           | Арбітри: Мікаель Норд Лінус Елунд |

| Чемпіон світу 2022  |
| ------------------- |
| Фінляндія 4-й титул |